# Gartengrasmücke
Die Gartengrasmücke (Sylvia borin) ist ein Singvogel aus der Gattung der Grasmücken (Sylvia). Sie ist ein Zugvogel, der im Sommer in ganz Europa brütet und oft auch in Siedlungsgebieten zu beobachten ist.

## Beschreibung
Die Gartengrasmücke ist 13 bis 14 Zentimeter lang und hat eine Flügelspannweite von 21 bis 24 Zentimetern. Das Gewicht beträgt etwa 16 bis 22 Gramm.
Die Färbung des Gefieders ist unscheinbar, die Oberseite olivbraun-grau und die Unterseite weißbraun. Das Deckgefieder der Flügel ist einfarbig, der Bürzel schmutzig weiß. Die dunklen Augen umgibt ein diffuser heller Augenring, noch undeutlicher ist der kurze blasse Überaugenstreif. Die Halsseiten haben oft einen grauen Anflug, mit verschwommenen Übergängen zum Nacken. Der kurze, verhältnismäßig dicke, stumpfe Schnabel ist blaugrau-beige gefärbt, mit dunklerer Spitze. Die recht kräftigen Beine sind hellgrau.
Männchen und Weibchen sehen gleich aus, Jungvögel im ersten Kleid zeigen helle Säume der Schwung- und Schirmfedern. Das höchste durch Ringfunde belegte Alter beläuft sich auf 14 Jahre und drei Monate. Gartengrasmücken sind ziemlich scheu, daher selten und meist nur kurz zu sehen. Sie halten sich gern in niedrigem Buschwerk auf und singen zumeist in dichtem Laub versteckt.

## Systematik
Es werden zwei Unterarten differenziert, die sich jedoch kaum unterscheiden.
- S. b. borin Boddaert 1783, die Nominatform, ist in ganz Europa verbreitet
- S. b. woodwardi Sharpe 1877, kommt in Südosteuropa bis nach Sibirien vor

## Stimme
Der Ruf der Gartengrasmücke ist eine gackernd, nasal und schmatzend klingende Folge von „tschäck-tschäck-tschäck...“. Er wird bei Erregung und zum Locken der Jungvögel abgegeben, mit wachsender Beunruhigung steigt das Tempo. Meist ist der Ruf aus dem Laubwerk zu hören, ohne dass der Vogel zu sehen ist. Die Stimme der Mönchsgrasmücke ist härter und durchdringender.
Der wohlklingende Gesang besteht aus 3 bis 8 Sekunden langen Strophen schneller, mal voller, mal rauerer Töne, die ohne erkennbare Gliederung wie ein Bach dahinplätschern. Ein flötender Schluss wie bei der Mönchsgrasmücke fehlt.

## Lebensraum
Die Gartengrasmücke bevorzugt lichte, gebüschreiche Waldsäume und kleine Feldgehölze mit dichtem Stauden- und Strauchbewuchs und ist auch in unterwuchsreichen Parks oder Friedhöfen und verwilderten Gärten anzutreffen. In Wäldern brütet sie meistens an Rändern und entlang von Wegen, die mit Büschen gesäumt sind, in Nadelwäldern nur an Lichtungen oder bei guter Altersdurchmischung der Bäume und dichter Kraut- und Strauchschicht. Unter dichtem Kronenschluss brütet sie kaum, dagegen auch in Auwäldern und Bruchwäldern, Ufergehölzen, den Strauchbereichen in Verlandungszonen und größeren Gebüschstrukturen in offenem Gelände.

## Verbreitung
Die Gartengrasmücke ist ein Brutvogel der Paläarktis, vom Norden Portugals, Frankreich, Großbritannien und dem Westen Irlands bis zum oberen Jenissei in Russland. Die nördliche Verbreitungsgrenze verläuft in Nordeuropa am 70. Breitengrad (70° N), im Osten bei 64° N im Ural und bei 59° N am Jenissei. Die südliche Grenze des Brutraums verläuft am nördlichen Rand des Mittelmeerraumes durch Zentral-Spanien, Südfrankreich, die südlichen Alpen, den Süden des ehemaligen Jugoslawien und Bulgarien bis zur Nordwestküste des Schwarzen Meeres und weiter in Richtung Kaukasus, Nordirak, Nordiran, Wolga und Ural bei etwa 49 bis 51° N.
In Mitteleuropa ist sie als Brutvogel nahezu flächendeckend von der Küste bis zu den Alpen vertreten und kommt bei klimatisch günstigen Bedingungen bis an die obere Baumgrenze vor. Als Sommervogel ist sie etwa von Mai bis September anzutreffen; die Überwinterungsgebiete liegen im tropischen Afrika.

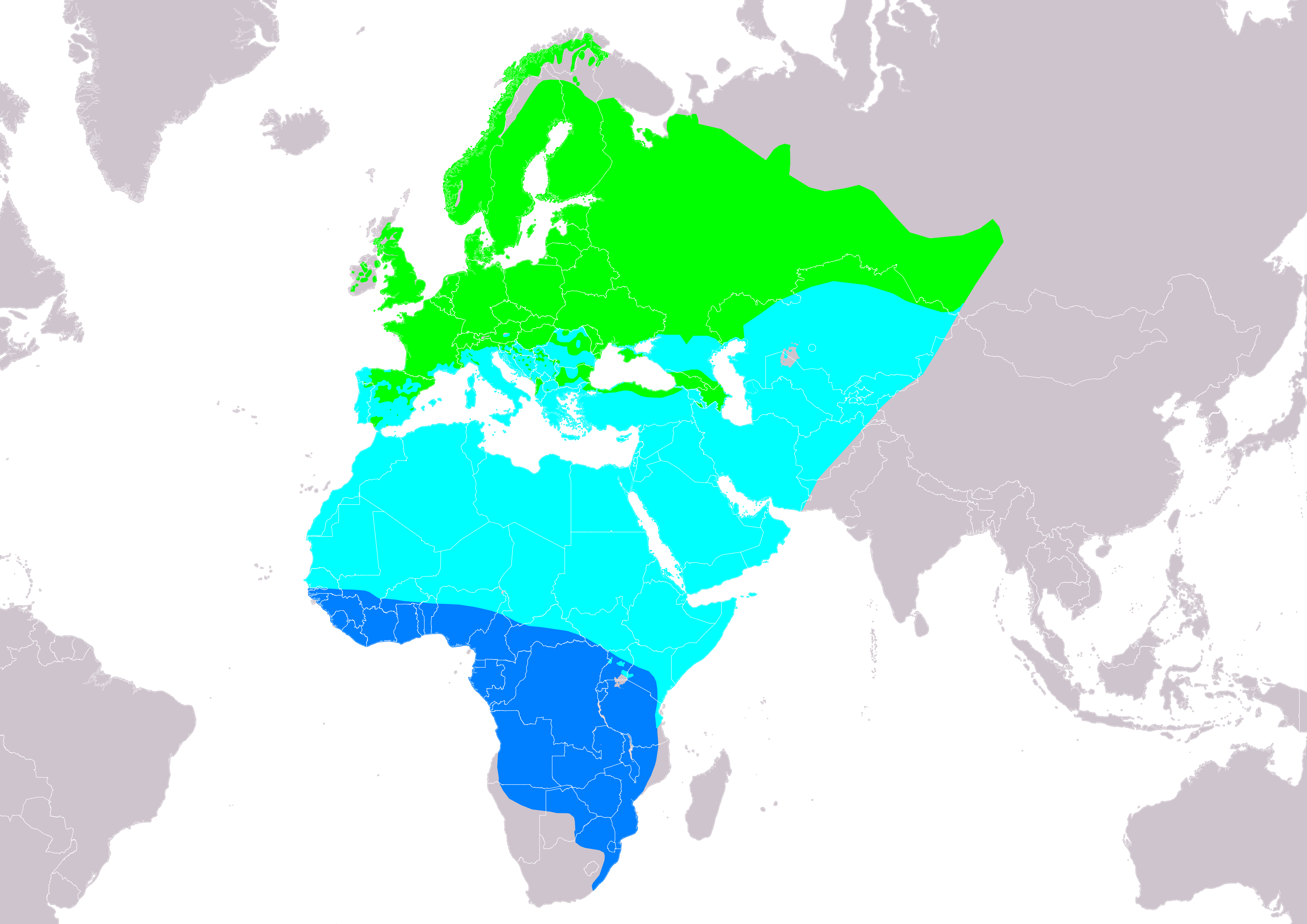
Verbreitung der Gartengrasmücke:
Brutgebiete
Migration
Überwinterungsgebiete

## Bestand
Der Bestand in Europa beträgt etwa 17 bis 31 Millionen Brutpaare, was etwa 75 Prozent des Weltbestandes ausmacht.
In Mitteleuropa brüten zwischen 1,8 und 3,2 Millionen Brutpaare.
In Deutschland ist der Bestand 0,8 bis 1,4 Millionen Brutpaare.

## Wanderungen
Die Gartengrasmücke ist ein Langstreckenzieher. Ihr Überwinterungsquartier liegt im Süden der Sahara und der
Sahelzone von Feuchtsavannen in West- und Zentralafrika nach Süden bis nach Namibia, in Ostafrika vom Norden Kenias nach Süden bis zum Kap. In Ausnahmefällen wurden auch Überwinterungen auf den Britischen Inseln festgestellt.

## Fortpflanzung

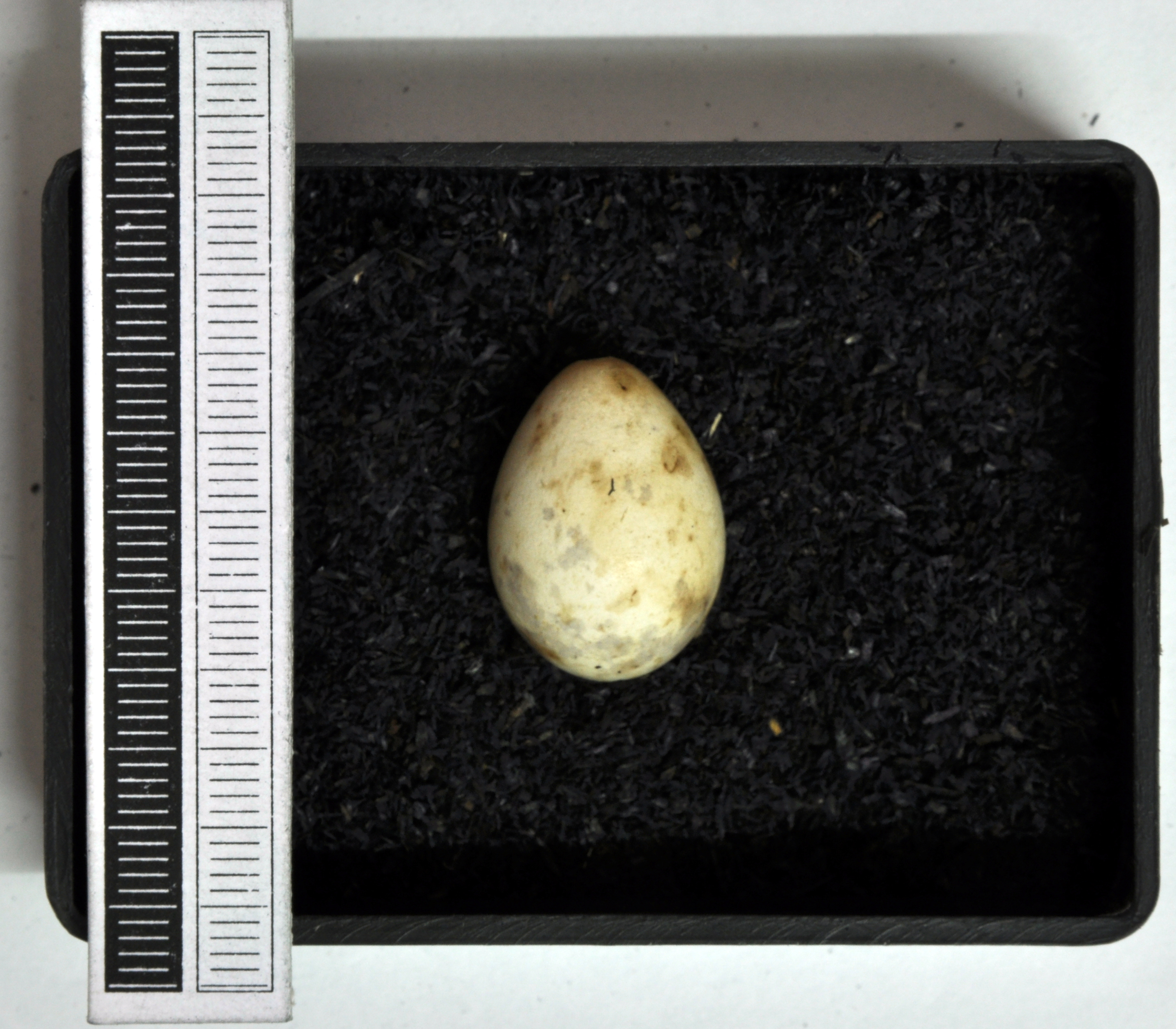
Ei der Gartengrasmücke
(Museum Wiesbaden)

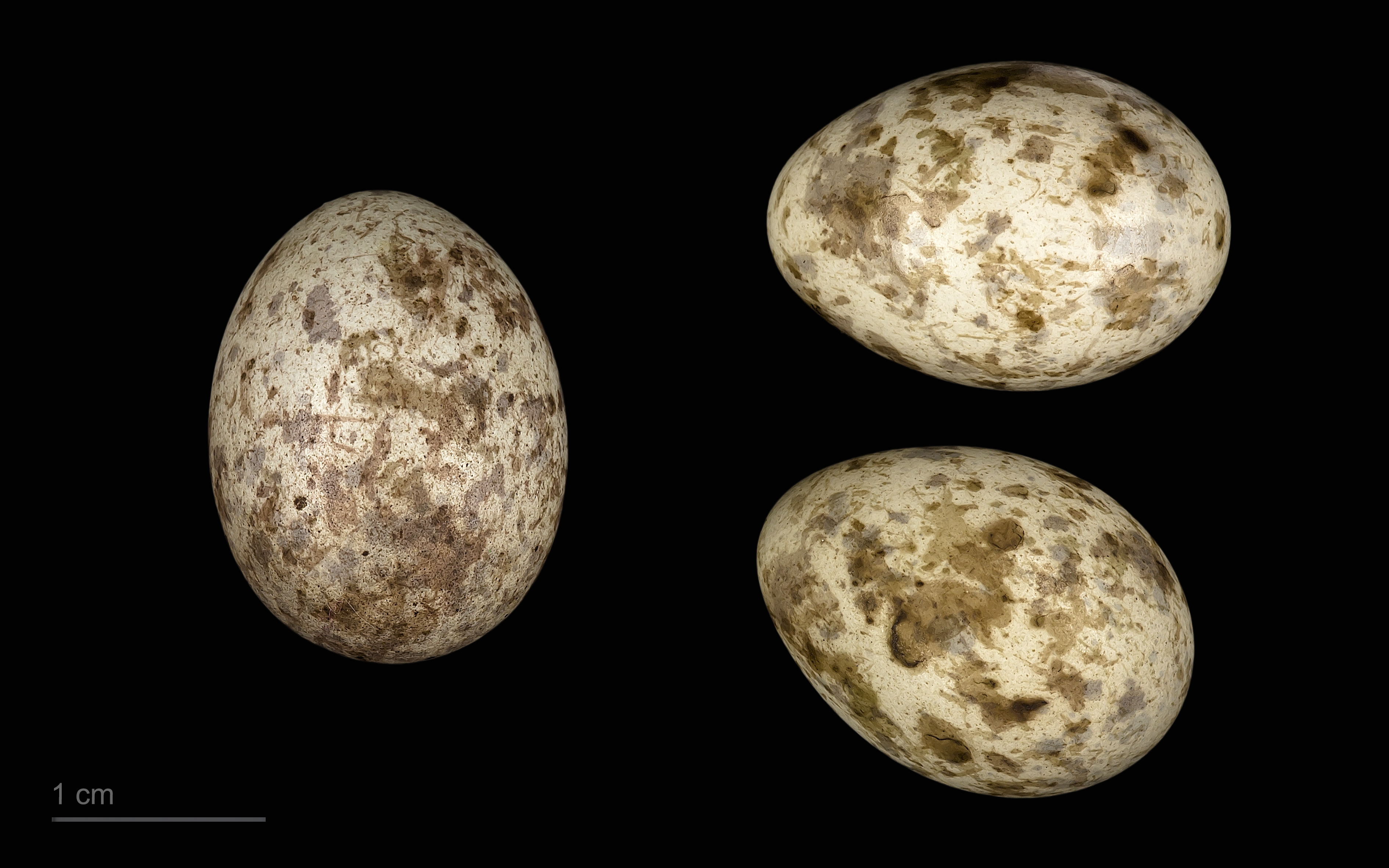
Ei des Kuckucks (Cuculus canorus canorus) im Vergleich zu Eiern der Grasmücke (Sylvia borin borin; rechts)
(Museum von Toulouse)

Die Jungvögel sind im Alter von einem Jahr geschlechtsreif.
Das aus Gräsern, Wurzeln, Haaren und Halmen erbaute, napfförmige Nest befindet sich meistens kurz über dem Boden und ist gut in einem dichten Busch versteckt. Das Weibchen legt 4 bis 5 braun gefleckte, weiße Eier. Die Eier werden in der Hauptbrutzeit von Mai bis Juli 11 bis 12 Tage abwechselnd von beiden Partnern bebrütet. Die Jungvögel schlüpfen nackt und bleiben 10 bis 12 Tage im Nest.

## Nahrung
Die Gartengrasmücke ernährt sich von verhältnismäßig kleinen und weichhäutigen Insekten und deren Larven, aber auch von Spinnen und Schnecken. Zum Ende der Brutzeit werden auch Beeren und Früchte von 30 bis 35 für Mitteleuropa bekannten Pflanzenarten genommen. In Südeuropa wurde außerdem die Aufnahme von Blütennektar nachgewiesen.